# Rozlewisko potoku Rzewnego
Rozlewisko potoku Rzewnego – użytek ekologiczny w południowej części Krakowa, w Borku Fałęckim, w dzielnicy IX Łagiewniki-Borek Fałęcki. Obejmuje rozlewisko potoku Rzewnego w Lesie Borkowskim. W sąsiedztwie położony jest cmentarz parafialny Borek Fałęcki. Użytek ekologiczny został utworzony uchwałą Rady Miasta Krakowa z dnia 19 grudnia 2007 roku.

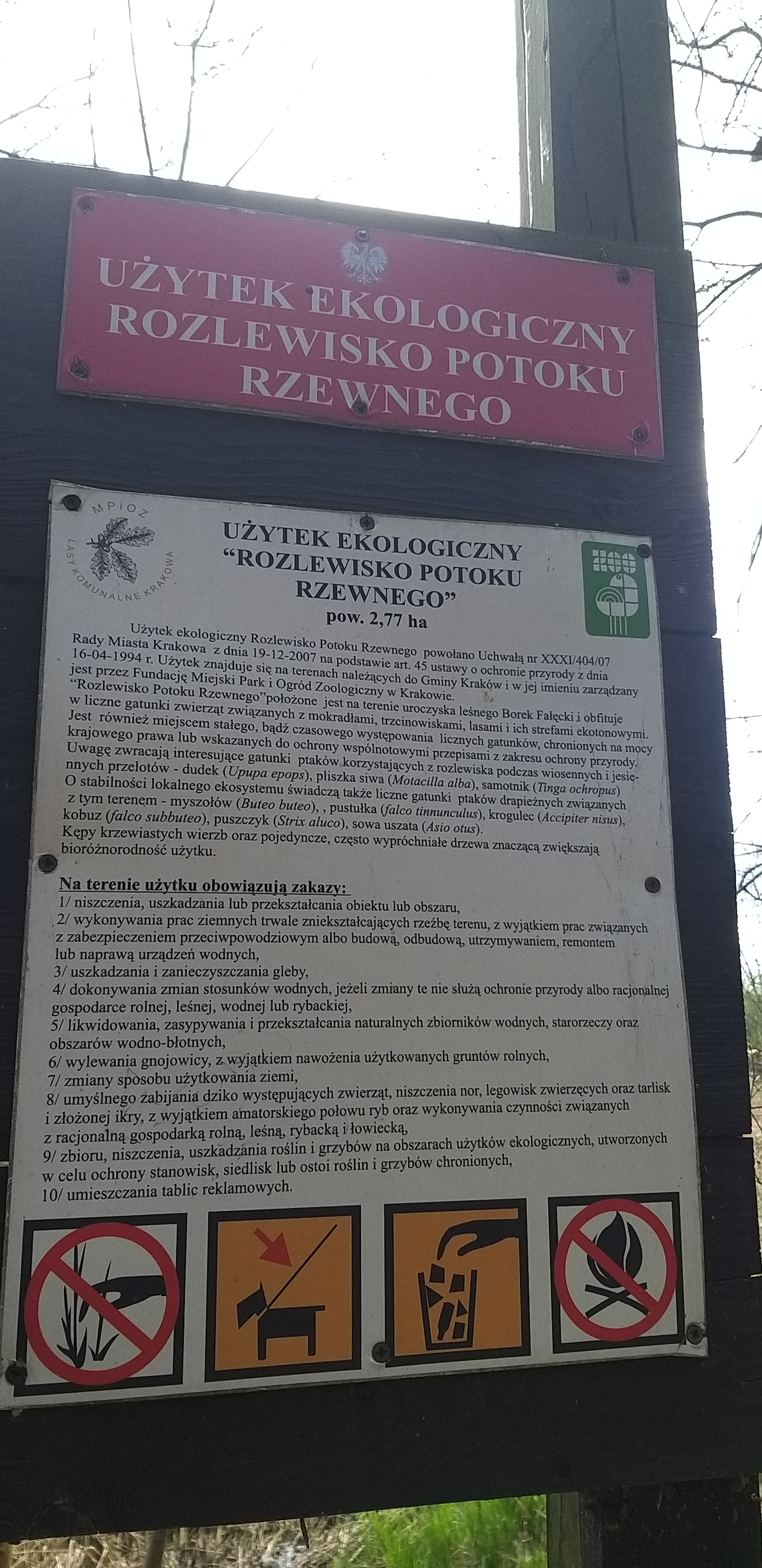
Tablica informacyjna użytku ekologicznego Rozlewisko potoku Rzewnego

Użytek ekologiczny na obszarze o powierzchni 2,77 ha obejmuje trzy rodzaje siedlisk: leśne (las mieszany i ols), łąkowe i szuwarowe. Obfituje on w gatunki zwierząt związanych z ekosystemami mokradeł i trzcinowisk, w tym gatunki objęte ochroną. W okresie wiosennych i jesiennych przelotów bytują tutaj dudek, pliszka siwa i samotnik. Występują tutaj również rzadkie gatunki ptaków drapieżnych i sów: myszołów, pustułka, krogulec, kobuz, puszczyk i sowa uszata. Świat owadów i pajęczaków reprezentują: modraszek telejus, trzmiel rudy, trzmiel ziemny, żagnica zielona i tygrzyk paskowany. Spotkać można również płazy i gady.